# Collegio di Lewisham North
Lewisham North è un collegio elettorale inglese situato nella Grande Londra, e rappresentato alla Camera dei Comuni del Parlamento del Regno Unito. Elegge un membro del Parlamento con il sistema first-past-the-post, ossia maggioritario a turno unico. Dopo essere già stato in vigore dal 1950 al 1974, è stato ri-creato con la revisione dei collegi elettorali del 2024; l'attuale parlamentare è Vicky Foxcroft del Partito Laburista, che rappresenta il collegio dal 2024.

## Estensione
- 1950-1974: i ward del borgo metropolitano di Lewisham di Blackheath and Church Lee, Ladywell, Lewisham Park, Lewisham Village, Manor Lee e South Lee.
- dal 2024: i ward del borgo londinese di Lewisham di Blackheath; Brockley; Deptford; Evelyn; Ladywell; Lewisham Central; New Cross Gate e Telegraph Hill.[1]

## Membri del Parlamento
| Elezione | Elezione | Deputato             | Partito           |
| -------- | -------- | -------------------- | ----------------- |
|          | 1950     | Austin Hudson        | Conservatore      |
|          | 1957 (S) | Niall MacDermot      | Laburista         |
|          | 1959     | Christopher Chataway | Conservatore      |
|          | 1966     | Roland Moyle         | Laburista         |
|          | Feb 1974 | Collegio abolito     | Collegio abolito  |
|          | 2024     | Collegio ricreato    | Collegio ricreato |
|          | 2024     | Vicky Foxcroft       | Laburista         |

## Elezioni

### Elezioni negli anni 2020
| Partito                    | Partito                                      | Candidato                  | Risultati 4 luglio 2024 | Risultati 4 luglio 2024 |
| Partito                    | Partito                                      | Candidato                  | Voti                    | %                       |
| -------------------------- | -------------------------------------------- | -------------------------- | ----------------------- | ----------------------- |
|                            | Laburista                                    | Vicky Foxcroft             | 25 467                  | 57,66                   |
|                            | Verdi                                        | Adam Pugh                  | 9 685                   | 21,93                   |
|                            | Lib Dem                                      | Jean Branch                | 3 284                   | 7,44                    |
|                            | Conservatore                                 | Nupur Majumdar             | 2 701                   | 6,12                    |
|                            | Reform UK                                    | Edward Powell              | 2 000                   | 4,53                    |
|                            | Workers                                      | Mian Akbar                 | 457                     | 1,03                    |
|                            | Indipendente                                 | Julia Tilford              | 243                     | 0,55                    |
|                            | Comunista                                    | Oliver Snelling            | 211                     | 0,48                    |
|                            | Alliance for Green Socialism                 | John Lloyd                 | 119                     | 0,27                    |
|                            |                                              |                            |                         |                         |
| Iscritti                   | Iscritti                                     | Iscritti                   | 74 204                  | 100,00                  |
| ↳ Votanti (% su iscritti)  | ↳ Votanti (% su iscritti)                    | ↳ Votanti (% su iscritti)  | 44 167                  | 59,52                   |
| ↳ Astenuti (% su iscritti) | ↳ Astenuti (% su iscritti)                   | ↳ Astenuti (% su iscritti) | 30 037                  | 40,48                   |
|                            |                                              |                            |                         |                         |
|                            | Esito: collegio a Laburista (nuovo collegio) |                            |                         |                         |